# M'hamed Benguettaf
M'hamed Benguettaf, né en 1939 à Alger en Algérie et mort le 5 janvier 2014 dans la même ville, est un dramaturge et comédien algérien.